# Магдалена Сибилла Бранденбург-Байрейтская
Магдалена Сибилла Бранденбург-Кульмбах-Байрейтская (нем. Magdalena Sibylle von Brandenburg-Kulmbach-Bayreuth; 1 ноября 1612, Байройт — 20 марта 1687, Дрезден) — немецкая принцесса, в замужестве курфюрстина Саксонская.

## Биография
Дочь маркграфа Кристиана Бранденбург-Байрейтского (1581—1655) и Марии Прусской, Магдалена Сибилла вышла замуж за курпринца Иоганна Георга II 13 ноября 1638 года в Дрездене. В браке родилось трое детей:
- Сибилла Мария (1642—1643)
- Эрдмута София (1644—1670), замужем за маркграфом Кристианом Эрнстом Бранденбург-Байрейтским
- Иоганн Георг III (1647—1691), курфюрст Саксонский, женат на принцессе Анне Софии Датской

Магдалена была дружна со шведской королевской семьёй и в 1639 году своим письмом шведскому военачальнику сумела оградить от разорения город Пирну. В 1680 году после смерти мужа курфюрстина удалилась во Фрайберг, где у неё был собственный хутор. Похоронена во Фрайбергском соборе.